# 온라인 인증서 상태 프로토콜

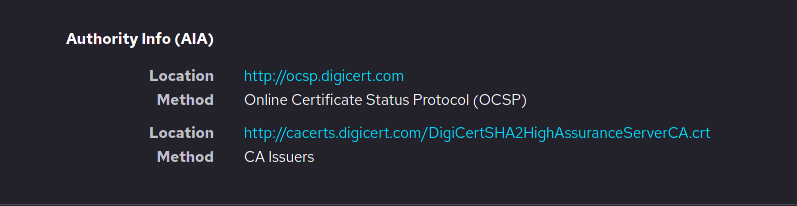

온라인 인증서 상태 프로토콜(Online Certificate Status Protocol) 또는 줄여서 OCSP는 X.509를 이용한 전자 서명 인증서의 폐지 상태를 파악하는 데 사용되는 인터넷 프로토콜이다. RFC 6960에 기술되어 있으며, 인터넷 표준의 표준 트랙을 거치는 중이다. 인증서 폐기 목록을 대체하기 위해 만들어졌으며, 구체적으로 공개 키 기반 구조의 인증서 폐기 목록과 관련된 문제들을 검증하기 위한 것이다. 온라인 인증서 상태 프로토콜을 통해 전달받는 메시지들은 ASN.1로 암호화되며, 보통 HTTP로 전달받는다.

## 같이 보기
- 인증서 폐기 목록
- 인증 기관
- 인증서 투명성